# Шехсаидов, Карим Магомеджалилович
Шехсаидов Карим Магомеджалилович (род. 15 сентября 1990, Санта, Тляратинский район, Дагестанская АССР, РСФСР, СССР) — российский спортсмен, победитель чемпионата и Кубка мира по армрестлингу среди спортсменов с ограниченными возможностями здоровья, призер Всемирных игр Международной спортивной федерации колясочников и ампутантов, многократный призер чемпионатов и Кубков мира и России по армрестлингу среди спортсменов с нарушением опорно-двигательного аппарата, президент и игрок российского паралимпийского клуба по баскетболу на колясках «Скала». 

## Биография
Родился в сел. Санта Тляратинского района Дагестанской АССР. По национальности – аварец. В возрасте 6 месяцев из-за ошибки медиков стал инвалидом 1 группы. С 2014 по 2019 годы работал советником президента Федерации дзюдо Дагестана. С 2018 – председатель комитета по спорту молодежного парламента при Народном собрании Дагестана.

## Спортивные достижения
В спорт пришел поздно, в возрасте 25 лет. Тренер – заслуженный тренер России, вице-президент Федерации армрестлинга России Гасан Алибеков.
2015 – серебряный призер Всемирных игр Международной спортивной федерации колясочников и ампутантов IWAS (вики-ссылка) в весе до 55 кг.
2016 – серебряный призер чемпионата и Кубка мира по армрестлингу среди спортсменов с поражением опорно-двигательного аппарата в весе до 55 кг.
2017 – чемпион России по армрестлингу среди спортсменов с поражением опорно-двигательного аппарата в весе до 55 кг.
2017 – серебряный призер чемпионата и Кубка мира по армрестлингу среди лиц с поражением опорно-двигательного аппарата в весе до 55 кг.
2018 – победитель чемпионата и Кубка мира среди спортсменов с ОВЗ в весе до 55 кг.
2020 – бронзовый призер чемпионата России по пара-армрестлингу (до 65 кг).